# Brownstown (Pennsylvania)
Brownstown  è un comune (borough) degli Stati Uniti d'America, nella contea di Cambria nello Stato della Pennsylvania. Secondo il censimento del 2010 la popolazione è di 744 abitanti.

## Società

### Evoluzione demografica
La composizione etnica vede una maggioranza di quella bianca (99,3%), seguita dagli afroamericani (0,1%) dati del 2010.
| borough di Brownstown Popolazione |     |
| 2000                              | 883 |
| 2010                              | 744 |